# Model bidomini

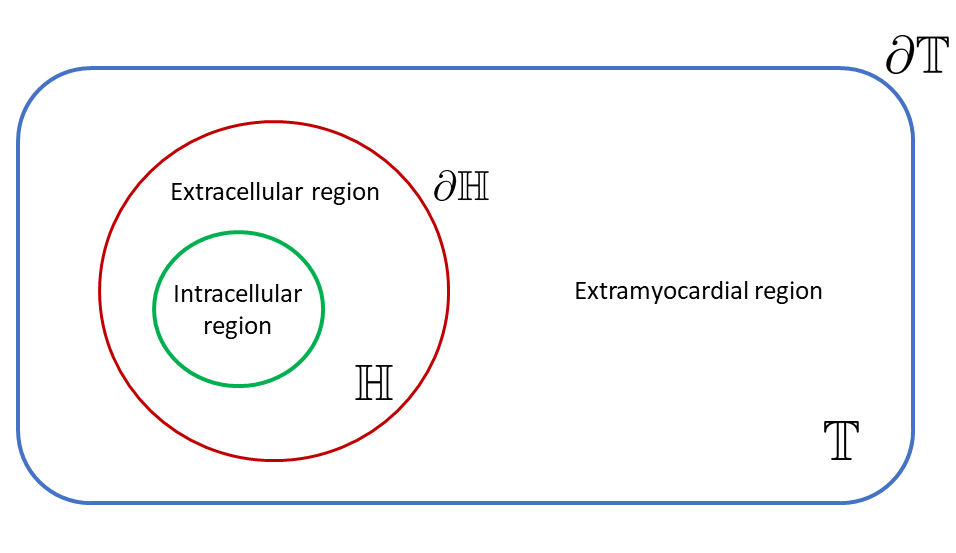
Domini model de bidomini, considerant la regió intracel·lular i extracel·lular com una regió física única que representa el cor i una regió extramiocàrdica que representa el tors o un bany de líquid.

El model bidomini és un model matemàtic per definir l'activitat elèctrica del cor. Consisteix en un enfocament continu (volum-mitjana) en què la microestructura cardíaca es defineix en termes de fibres musculars agrupades en làmines, creant una estructura tridimensional complexa amb propietats anisotropes. Aleshores, per definir l'activitat elèctrica, es consideren dos dominis interpenetrants, que són els dominis intracel·lular i extracel·lular, que representen respectivament l'espai dins de les cèl·lules i la regió entre elles.
El model bidomini va ser proposat per primera vegada per Schmitt l'any 1969 abans de ser formulat matemàticament a finals dels anys setanta. Com que és un model continu, en lloc de descriure cada cel·la individualment, representa les propietats i el comportament mitjans d'un grup de cèl·lules organitzades en una estructura complexa. Així, el model resulta ser complex i es pot veure com una generalització de la teoria del cable a dimensions superiors i, anant a definir les anomenades equacions de bidomini.
Moltes de les propietats interessants del model de bidomini sorgeixen de la condició de relacions d'anisotropia desiguals. La conductivitat elèctrica en els teixits anisòtrops no és única en totes les direccions, però és diferent en direcció paral·lela i perpendicular respecte a la de la fibra. A més, en teixits amb proporcions d'anisotropia desiguals, la relació de conductivitats paral·leles i perpendiculars a les fibres és diferent en els espais intracel·lulars i extracel·lulars. Per exemple, en el teixit cardíac, la proporció d'anisotropia a l'espai intracel·lular és d'uns 10:1, mentre que a l'espai extracel·lular és d'uns 5:2. Matemàticament, les proporcions d'anisotropia desiguals significa que l'efecte de l'anisotropia no es pot eliminar mitjançant un canvi en l'escala de distància en una direcció. En canvi, l'anisotropia té una influència més profunda en el comportament elèctric. Tres exemples de l'impacte de les relacions d'anisotropia desiguals són
- la distribució del potencial transmembrana durant l'estimulació unipolar d'un full de teixit cardíac,
- el camp magnètic produït per un front d'ona de potencial d'acció que es propaga a través del teixit cardíac,
- l'efecte de la curvatura de la fibra sobre la distribució del potencial transmembrana durant una descàrrega elèctrica.

## Formulació estàndard
El model de bidomini es defineix mitjançant dues equacions diferencials parcials (PDE), la primera de les quals és una equació de difusió de reacció en termes de potencial transmembrana, mentre que la segona calcula el potencial extracel·lular a partir d'una distribució de potencial transmembrana determinada.
Així, el model bidomini es pot formular de la següent manera:{\displaystyle {\begin{alignedat}{2}&\nabla \cdot \left(\mathbf {\Sigma } _{i}\nabla v\right)+\nabla \cdot \left(\mathbf {\Sigma } _{i}\nabla v_{e}\right)=\chi \left(C_{m}{\frac {\partial v}{\partial t}}+I_{\mathrm {ion} }\right)-I_{s_{1}}\\[1ex]&\nabla \cdot \left(\left(\mathbf {\Sigma } _{i}+\mathbf {\Sigma } _{e}\right)\nabla v_{e}\right)=-\nabla \cdot \left(\mathbf {\Sigma } _{i}\nabla v\right)+I_{s_{2}}\end{alignedat}}}on {\displaystyle I_{s_{1}}} i {\displaystyle I_{s_{2}}} es pot definir com a corrents d'estímul extern aplicats.
Hi ha diverses tècniques possibles per resoldre les equacions del bidomini. Entre ells, es poden trobar esquemes de diferències finites, esquemes d'elements finits i també esquemes de volum finit. Es poden fer consideracions especials per a la solució numèrica d'aquestes equacions, a causa de l'alta resolució de temps i espai necessària per a la convergència numèrica.